# История почты и почтовых марок Пакистана
История почты и почтовых марок Пакистана включает развитие почтовой связи на территории Пакистана, государства в Южной Азии со столицей в Исламабаде, в период британского владычества и после раздела Британской Индии в 1947 году, когда стали выпускаться первые почтовые марки для современного государства Пакистан. Пакистан входит в число стран — участниц Всемирного почтового союза (ВПС; с 1947). Национальным почтовым оператором является Pakistan Post.

## Развитие почты
История почты Пакистана до провозглашения независимости — это история Британской Индии, частью которой был Пакистан.
В ноябре 1947 года Пакистан присоединился к Всемирному почтовому союзу, став его 89-м членом.

## Выпуски почтовых марок

### Британская Индия: провинция Синд
В 1850 году в округе Британской Индии Синде с административным центром в Хайдарабаде вышли три почтовые марки. Надписи на почтовых марках англ. «EIC» (Ост-Индская компания), «Scinde District Dawk» (Почта округа Синд).

### Независимый Пакистан
После провозглашения независимости Пакистана 25 августа 1947 года в обращении оставались марки Британской Индии.

#### Первые марки
В 1947 году, сразу же после раздела Британской Индии, новое правительство Пакистана решило заменить старые британские индийские марки на новые. Первые марки современного Пакистана были выпущены в том же году. 1 октября вышли марки Британской Индии выпуска 1937—1943 годов с надпечаткой англ. «Pakistan» (Пакистан), которые можно было получить на почтамтах в обмен на прежние марки Британской Индии.
В связи с возникшими сложностями обеспечения всех почтовых отделений новыми марками государственным типографиям в Лахоре, Карачи, Пешаваре и Дакке поручили сделать надпечатки нового названия государства на имевшихся в наличии запасах почтовых марок. Эти надпечатки отличаются от общегосударственных краской, набором и др. Помимо этих надпечаток также было изготовлено много выпусков типографским способом и вручную краской различных цветов. Иногда новое название надписывалось чернилами или печаталось на печатной машинке. Почтовые марки номиналом 1 анна и 3 пайсы  (Yt #165) существуют только с местной надпечаткой Пешавара.
9 июля 1948 года была эмитирована первая серия памятных марок, посвящённых первой годовщине страны. Марки с надписью «15 августа 1947 года» обозначали неправильную дату независимости Пакистана. Только в начале 1949 года было официально объявлено, что 14 августа является днём независимости. На марках были изображены здание законодательной ассамблеи, аэропорт Карачи, ворота форта в Лахоре и полумесяц.
В августе 1948 года была эмитирована и первая серия стандартных марок 20 номиналов, которая находилась в почтовом обращении до конца 1950-х годов и неоднократно допечатывалась. Известны разные размеры зубцовки некоторых марок этой серии. В 1949 году серию дополнили марки ещё 8 номиналов с видоизменением рисунков некоторых марок.

#### Последующие выпуски
В 1952 году вышли две памятные марки, посвящённые 100-летию первой марки на территории Пакистана — марки округа Синд.
Провозглашение республики в марте 1956 года было отмечено выпуском памятной марки с изображением национального собрания и с надписью на английском языке и на урду «Исламская Республика Пакистан», которая отличается от обычного названия страны на почтовых марках.
Выпуском двух почтовых марок был отмечен перенос столицы в Исламабад.
В 1961 году после перехода Пакистана на десятичную денежную систему на почтовых и служебных марках прежних лет выпуска было сделано большое количество надпечаток новой стоимости в новой денежной системе. Надпечатки делались вручную и различаются формой, цветом и положением надпечаток.
В 1971 году был выпущен первый почтовый блок Пакистана, который был посвящён Дню Всемирного почтового союза.
Выпуск специальной марки отметил завоевание сборной командой Пакистана кубка мира по хоккею на траве в 1978 году.
Столетию Всемирного почтового союза был посвящён памятный выпуск из двух марок и почтового блока (четвёртый по счёту блок Пакистана).

### Тематика марок
Пакистаном эмитируется значительное количество памятных марок. Выпуски посвящаются годовщинам независимости, национальным праздникам и событиям, международным юбилеям и кампаниям, а также национальному искусству, фауне, археологии, спортивным достижениям.

## Другие виды почтовых марок

### Служебные
С 1947 года осуществляется выпуск служебных марок Пакистана. Первый выпуск пакистанских служебных марок представлял собой надпечатку англ. «Pakistan» (Пакистан) на служебных марках Индии. Впоследствии на стандартных марках, а также на некоторых памятных марках Пакистана делалась надпечатка англ. «Service» (Служебная). По данным Н. И. Владинца, к 1984 году вышло более ста различных служебных марок Пакистана.

## Бахавалпур
В находящемся в вассальной зависимости от Великобритании (до 1947) эмирате Бахавалпуре с административным центром в городе Бахавалпуре выпускались почтовые и служебные марки с надписями англ. «Bahawalpur» (Бахавалпур) и англ. «Service» (Служебная) и на языке урду.
Эмир Бахавалпура хотел создать в эмирате собственную почтовую службу и проводил переговоры с правительством Индии, но добился только разрешения эмитировать служебные марки. В 1945 году была выпущена первая серия из 6 служебных марок, на которых были изображены верблюды, антилопы, пеликаны, дворец и др. На заказанных в 1933 году гербовых марках была сделана надпечатка на арабском языке текста «Служебные». Марки без надпечатки в обращении не находились. В марте того же 1945 года на этих марках была надпечатана новая стоимость.
В мае 1946 года вышла памятная марка с изображением флагов союзных государств (в том числе — флага СССР), посвящённая победе во Второй мировой войне.
Служебные марки Бахавалпура выпускались и использовались до 1949 года.
Эмират присоединился к Пакистану в октябре 1947 года. В переходный перед присоединением период по указанию эмира на почтовых марках Британской Индии была сделана надпечатка полумесяца со звездой и надписи арабским шрифтом. В выпущенную серию входили марки 17 номиналов, находившиеся в почтовом обращении с 15 августа по 3 октября 1947 года.
После получения в 1948 году эмиром разрешения на выпуск собственных почтовых марок для оплаты почтовых отправлений в пределах Бахавалпура были эмитированы 11 памятных и 18 стандартных почтовых марок, напечатанных типографией в Лондоне. Некоторые из них известны с зубцами и без зубцов, а также с разным размером зубцовки. В конце 1949 года все марки эмирата были изъяты из обращения и заменены пакистанскими марками.
За период с 1945 года по 1949 год были эмитированы 29 почтовых и 28 служебных марок.
С 1950 года на этой территории в почтовом обращении находятся пакистанские марки.

## Лас Бела
В находящемся в вассальной зависимости от Великобритании (до 1947) княжестве Лас Бела с административным центром в Лас Беле в период с 1897 года по 1907 год выпускались почтовые марки. На них надписи англ. «Las Bela State» (Княжество Лас Бела) и на языке урду. Всего вышли две почтовые марки. С 1907 года в почтовом обращении были почтовые марки Британской Индии, а с 1947 года — почтовые марки Пакистана.

## Пакистанский контингент в Западном Ириане
Для оплаты пересылки почтовых отправлений пакистанских военнослужащих, входивших в состав военных контингентов ООН на территории Западного Ириана в 1963 году, использовались почтовые марки Пакистана с надпечаткой англ. «UN Force. W. Irian» (Силы ООН. Западный Ириан). Всего вышла одна почтовая марка.

## Развитие филателии
Эмир Бахавалпура известен как фанатичный филателист. Собранная им коллекция, которая была продана в 1968 году после его смерти, являлась уникальным собранием марок стран Британского Содружества.
В 1975 году был издан первый полный каталог почтовых марок Пакистана. Его подготовила организация журналистов, освещающая филателию. Объём каталога — 32 страницы, и он включает все марки страны с 1947 по 1974 год, а также несколько выпусков 1975 года.